# Biruta Pawlowna Kanzane
Biruta Pawlowna Kanzane (russisch Бирута Павловна Канцане; * 17. Mai 1939 in Riga; † 22. November 2022) war eine sowjetisch-russische Architektin.

## Leben
Kanzane studierte am Polytechnischen Institut Riga in der Architektur-Abteilung mit Abschluss 1967. Sie arbeitete dann als Architektin in Magadan und wurde 1977 Chefarchitektin von Nabereschnyje Tschelny.
1979 wurde Kanzane im Bauprojektierungsinstitut Lipezkgraschdanprojekt der Stadt Lipezk angestellt und leitete eine Architektengruppe. Sie projektierte Wohnmikrorajons im Südwesten der Stadt. 1982 wurde sie Chefarchitektin von Lipezk als Nachfolgerin W. A. Prilipkos. In dieser Zeit wurde in Lipezk ein umfangreiches Wohnungsbauvorhaben durchgeführt (6. Wohnrajon mit den Mikrorajons 20–23). Nach Kanzanes Projekt wurden fünf 14-stöckige Wohngebäude mit Nebengebäuden entlang einem neuen Boulevard gebaut (mit dem Architekten T. K. Sokolow). 1987 entstand nach ihrem Projekt im Lipezker Werchni Park die Skulpturengruppe Die Internationale, die Burschen vom Musikkommando des Bildhauers Alexander Jewgenjewitsch Wagner. Im selben Jahr erhielt dieses Projekt das Diplom der Akademie der Künste der UdSSR. Auch wurden ihr die Projekte zum Bau einer Poliklinik (1980–1984 mit Margarita Mironowna Trofimowa) und des Trilistniks mit Heiratspalast (1985 mit Gennadi Michailowitsch Alexandrow, E. J. Serewa und Wladimir Dmitrijewitsch Tjagunow) zugeschrieben, was der Chefingenieur dieser Bauten bestritt.
Kanzane blieb Chefarchitektin der Stadt Lipezk bis 1994. Dann war sie Beraterin der Akademie für Architektur und Bauwesen.  2004 wurde sie Chefarchitektin der Oblast Lipezk (bis 2009).

## Ehrungen
- Verdiente Architektin der Russischen Föderation (1995)[4]
- Verdienstmedaille der Oblast Lipezk (2007)[3]
- Diplom des Ministeriums für Regionalentwicklung der Russischen Föderation für Erfolge bei der Realisierung der Staatlichen Städtebaupolitik (2009)[3]